# 利特克海峽

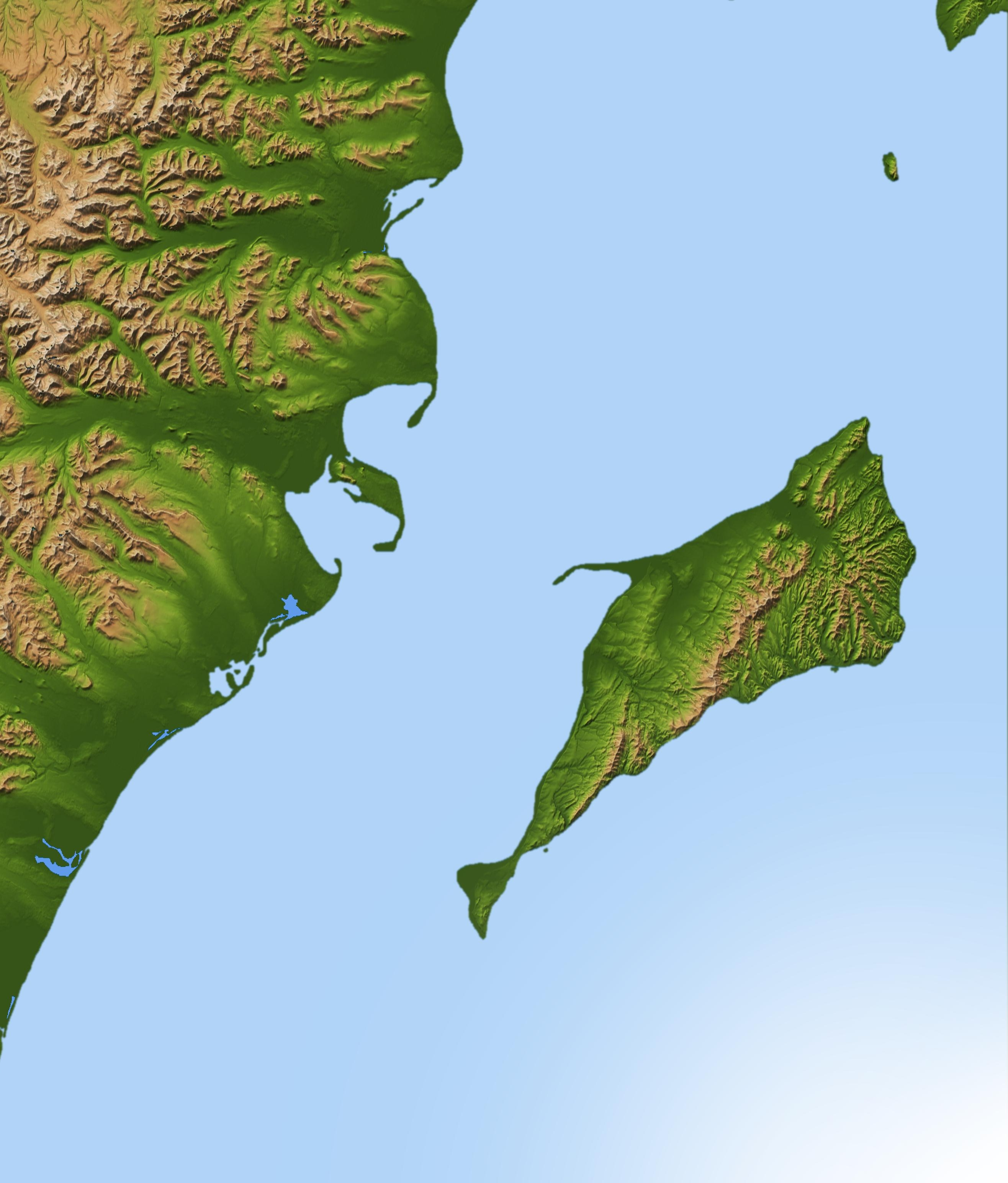
利特克海峽

利特克海峽（Пролив Литке）是白令海的海峽，位於堪察加半島東北面，把卡拉金斯克島從俄羅斯大陸分隔，該海峽長約100公里、寬21至72公里，以俄羅斯探險家命名。